# Линия U3 (Берлин)
Линия U3 (нем. U-Bahnlinie 3) — линия Берлинского метрополитена.
Проходит из центра на юго-запад города. В составе линии 15 станций. Длина — 11,9 км. Имеются подземные участки мелкого заложения и наземные участки.

## История
Линия впервые была открыта 12 октября 1913 года в виде участка, соединяющего станции «Виттенбергплац» и «Тильплац». Этот участок был построен по инициативе пригорода Берлина (в настоящее время — района Вильмерсдорф). Первоначально строительство было запланировано до станции «Фербеллинер Плац», однако правительство государственной земли Далем для улучшения транспортной инфраструктуры региона приняло решение о продлении линии.
Направление движения поездов от юго-западной конечной станции «Крумме Ланке» линии неоднократно менялось. Сначала этот участок входил в состав линии А, связывавашей Крумме Ланке на юго-западе и станцию «Панков» на севере, которая изображалась на схемах красным цветом. С 1957 года линия имела вилку с направлениями к станциям «Панков» и «Варшауер Штрассе». После строительства Берлинской стены в 1961 году движение было изменено, линия получила номер 2 и c 1972 года была укорочена до станции «Виттенбергплац». В 1993 году линия получила номер U1 и была продлена до станции «Варшауер Штрассе». В настоящем виде линия функционирует с декабря 2004 года.

## Хронология открытия участков
- 12 октября 1913 года: «Виттенбергплац» ↔ «Тильплац»
- 24 октября 1926 года: «Виттенбергплац» ↔ «Ноллендорфплац»
- 22 декабря 1929 года: «Тильплац» ↔ «Крумме Ланке»
- 2 июня 1959 года: на действующем участке открыта станция «Шпихернштрассе», закрыта станция «Нюрнбергер Плац»
- 8 мая 1961 года: на действующем участке открыта станция «Аугсбургер Штрассе»

## Перспективы
Есть планы соединения линии U3 со станцией городской электрички «Мексикоплац» (нем. Mexikoplatz) линии S1 на юго-западе. Это наиболее вероятное расширение Берлинского метрополитена, которое может быть осуществлено, если финансовое положение города улучшится.